# Camponotus compactus
Camponotus compactus är en myrart som beskrevs av W. Foerster 1891. Camponotus compactus ingår i släktet hästmyror, och familjen myror. Inga underarter finns listade.